# Miroslav Radović
Miroslav Radović (Goražde, Yugoslavia, 16 de junio de 1984) es un exfutbolista serbio que jugaba como mediapunta y cuyo último equipo fue el Legia Varsovia de la Ekstraklasa polaca, mismo club donde pasó gran parte de su carrera en activo.

## Trayectoria
Miroslav Radović nació en la ciudad de Goražde, en la antigua Yugoslavia (en la actualidad, Goražde pertenece a Bosnia y Herzegovina). Empezó jugando en las categorías inferiores del FK Mačva Šabac y del FK Teleoptik, donde comenzó a tomar notoriedad por su capacidad goleadora. Antes de ser futbolista, estuvo trabajando como camarero en Belgrado.
Firmó su primer contrato profesional con el Partizan de Belgrado, y pronto Radović fue ascendido al primer equipo durante la temporada 2003-04. También hizo su debut en la UEFA Champions League esa temporada. En la siguiente temporada, Radović ayudó Partizan para ganar el título de la Superliga Serbia. También marcó el gol en el minuto 88 que eliminó al Dnipro Dnipropetrovsk en la primera ronda de la Copa de la UEFA. En la temporada 2005-06, Radović hizo 19 apariciones en todas las competiciones, llegando a anotar tres goles. Finalmente, se marchó en verano de 2006 al Legia de Varsovia.
El 30 de junio de 2006, Radović firmó para jugar con el polaco del Legia de Varsovia por cuatro años. En su primera temporada con el club, hizo 27 partidos y marcó seis goles. Levantó su primer trofeo con el Legia al vencer al Wisła Cracovia en la final de la Copa de Polonia. Ganó la Ekstraklasa en la temporada 2012-13, y al año siguiente ayudó a conseguir el segundo título de la liga consecutivo marcando 14 goles en la liga. Radović sería durante prácticamente una década una de las figuras fundamentales dentro del club polaco, disputando más de 200 encuentros y anotando un total de 53 tantos en esta primera etapa con el club legionario. 
En la temporada 2015/16 sería traspasado al Hebei Zhongji de la Superliga de China, regresando a Europa al año siguiente para jugar en el Olimpija Ljubljana esloveno, ayudando al equipo a conquistar la liga. Su periplo por los Balcanes lo llevó de vuelta a su Partizán de Belgrado natal, donde jugó únicamente 7 partidos y anotando 2 goles. La ausencia de minutos hizo que Radović recalase nuevamente en el Legia de Varsovia, donde se proclamaría uno de los jugadores con mayor número de apariciones (391 partidos disputados) y goles (un total de 93), siendo el mayor anotador no polaco de la historia del club. No obstante, su irregularidad y el lastre de las lesiones harían que en junio de 2019 finalizase su contrato con la entidad polaca, retirándose a la edad de 35 años.

## Selección nacional
Radović hizo su debut con la Selección Sub-23 de Serbia y Montenegro a principios de 2006, cuando jugaba con el Partizan Belgrado. Sin embargo, no participó en la final del torneo celebrado en Portugal.
En enero de 2014, Radović obtuvo la nacionalidad polaca tras haber estado viviendo en Polonia durante más de cinco años. Aun así, no ha sido convocado para jugar con la Selección de Polonia.

## Palmarés
Partizán de Belgrado
- Superliga de Serbia y Montenegro (1): 2004/05
- Superliga de Serbia (1): 2016-17

Legia de Varsovia
- Ekstraklasa (4): 2012/13, 2013/14, 2016/17, 2017/18
- Copa de Polonia (6): 2007/08, 2010/11, 2011/12, 2012/13, 2014/2015, 2017/18
- Supercopa de Polonia (1): 2008

Olimpija Ljubljana
- Primera Liga de Eslovenia (1): 2015/16

### Títulos individuales
- Mejor Jugador Extranjero de la Ekstraklasa (1): 2011